# Ebomicu
Ebomicú (también llamado Ebomikú) es una localidad ubicada en la parte continental de Guinea Ecuatorial perteneciente al municipio de Nsork. Se encuentra situado en el medio camino entre las ciudades de Mongomo-Nsork y Akonibe. 
El pueblo Ebomikú Esambira tiene las siguientes direcciones Mongomo-Ebomicú/kú, Ebomicú/ku-Nsork, Ebomicú/kú-Akonibe. 
Ebomikú/cú se encuentra a 40 km de la ciudad de Mongomo y a 25 km de la ciudad de Nsork. 
￼En Ebomikú/cú se encuentran dos tribus Esambira que son la mayoría y la tribu Esebekang que son la minoría, en Ebomicu se encuentra el río Chim que se encuentra al sur del pueblo en la parte de la ciudad de Nsork, es el más grande del pueblo y en el bañan la mayoría de los habitantes del pueblo, en la parte oeste del pueblo se encuentra se encuentra el río Mchomgoo en esta misma carretera encontramos la dirección hacia el distrito de Akonibe, en la parte del norte del pueblo se encuentra el río Engüigüieñ en la carretera que tiene dirección Mongomo-Nsork. 

## Flora y fauna
Se encuentra en los límites del Parque nacional de Los Altos de Nsork, estando parte del poblado enclavado dentro de la reserva.

## Instalaciones
La localidad posee dos pozos de agua.
La localidad posee una iglesia con dos fiestas, la principal es San Miguel Arcángel que se celebra en cada 29 de septiembre y la segunda fiesta que es la fiesta juvenil, María Reina que se celebra en cada 22 de agosto. 
La localidad posee de un centro primario que se denomina la escuela unitaria de Ebomikú/cú, también posee  de un centro de salud. 